# Kỳ giông hang động nâu
The Brown Cave Salamander, Gene's Cave Salamander, Sardinian Cave Salamander, hoặc simply Speleomantes genei (tên tiếng Anh: Sardinian Salamander) là một loài kỳ giông trong họ Plethodontidae.
Nó là loài đặc hữu của Sardinia (Ý).
Các môi trường sống tự nhiên của chúng là các khu rừng ôn hòa, vùng nhiều đá, hang, và chỗ ở ngầm dưới đất (không hẳn là hang).
Nó bị đe dọa do mất môi trường sống.